# Matrimonio igualitario en las jurisdicciones tribales de Estados Unidos

Reconocimiento de parejas entre personas del mismo sexo en los Estados Unidos:
Matrimonio permitido
Matrimonio aceptado
Matrimonio no aceptado (franjas: jurisdicción mixta)

El gobierno federal de Estados Unidos le reconoce a las tribus indígenas americanas su derecho a establecer los límites sobre el matrimonio igualitario en sus jurisdicciones tribales. En la mayoría, pero no todas, de las jurisdicciones tribales estadounidenses no existe una regulación especial para estos. Desde la declaración de inconstitucional de la sección 3 de la Ley de defensa del matrimonio estos matrimonios son reconocidos a nivel federal por el gobierno.

## Naciones que proveen reconocimiento legal

### Tribus Cheyenne y Arapajó
La ley de matrimonio de los Cheyenne del sur y Arapajó del sur, tribus unidas en el estado de Oklahoma, no especifica el género de los contrayentes. Por éste motivo Darren Black Bear y Jason Pickel solicitaron y recibieron una licencia de matrimonio en 2013, sin necesidad de cambiar ninguna ley.

### Tribu Coquille
En 2008, la tribu coquille legalizó el matrimonio entre personas del mismo sexo, la ley entró en vigor en mayo de 2009. La ley aprobada por 5 votos contra 2 por el Consejo tribal, y extiende todos los beneficios del matrimonio a las parejas del mismo sexo. Para contraer matrimonio conforme a la ley Coquille, por lo menos uno de los cónyuges debe ser un miembro de la tribu. En el censo de 2000, 576 personas se definen como pertenecientes a la Nación Coquille.
Aunque los votantes de Oregón aprobaron una enmienda en su constitución en 2004 para prohibir matrimonios del mismo sexo, los Coquille son una nación soberana reconocida a nivel federal, y por lo tanto no están vinculados a la constitución de ese estado. El 24 de mayo de 2009, Jeni y Kitzen Branting fueron la primera pareja homosexual casada bajo la jurisdicción Coquille.

### Tribus Confederadas de la Reserva Colville
Con su territorio en el estado de Washington, reúnen a los descendientes de doce comunidades distintas, con alrededor de 9300 miembros. En septiembre de 2013 el consejo de la reserva aprobó el matrimonio entre personas del mismo sexo.

### Ojibwa de Leech Lake Band
En noviembre de 2013 en la tribu Ojibwa de Leech Lake Band tuvo lugar el primer matrimonio entre personas del mismo sexo. La reserva es la más poblada del estado de Minnesota.

### Indios Ottawa de Little Traverse Band
En 2012 fue votada una propuesta de actualizar la legislación matrimonial de los Ottawa de Little Traverse Band, siendo derrotada por 4 votos contra 5.
Posteriormente el consejo de la tribu votó por el reconocimiento de los matrimonios entre personas del mismo sexo en marzo de 2013, por 5 votos a favor y 4 en contra. El presidente del consejo firmó la ley diez días después, casándose una pareja de dos hombres ese mismo día. El estado de Míchigan no reconoce estas uniones, a pesar de que la reserva de la tribu se encuentra dentro del mismo.

### Indios Potawatomi de Pokagon Band
Los indios Potawatomi de Pokagon Band anunciaron en marzo de 2013 que reconocerían los matrimonios entre personas del mismo sexo a partir del 8 de mayo de 2013. Concedieron el primer certificado de matrimonio a una pareja de hombres en junio de 2013.

### Tribu Santa Isabel
En junio de 2013 la nación Ipay de Santa Isabel, de los kumiai, anunciaron que reconocerían los matrimonios entre personas del mismo sexo, convirtiéndose en la primera tribu de California en hacerlo.

### Tribu Suquamish
La tribu Suquamish, de Washington, legalizó el matrimonio del mismo sexo en agosto de 2011, tras una votación unánime de su consejo tribal. Al menos uno de los miembros de la pareja tiene que ser un miembro registrado de la tribu para poder casarse en la jurisdicción.

## Naciones que lo prohíben

### Nación Cheroqui
El matrimonio entre personas del mismo sexo es ilegal en la ley Cheroqui. Después de que una pareja de lesbianas cheroquí solicitó una licencia de matrimonio, el consejo tribal aprobó por unanimidad una enmienda constitucional en 2004 que define el matrimonio como entre un hombre y una mujer.
La pareja apeló a la corte judicial argumentando que su unión es anterior a la enmienda, y el 22 de diciembre de 2005, el Tribunal de Apelaciones Judicial de la Nación Cherokee rechazó un requerimiento judicial contra la pareja de lesbianas presentada por los miembros del Consejo Tribal para impedir el matrimonio.

### Chippewa de Sault Sainte Marie
La ley de los Chippewa de Sault Sainte Marie esta en consonancia con la ley del estado de Míchigan. Míchigan no permiten los matrimonios entre personas del mismo sexo.

### Nación Chickasaw de Oklahoma
La sección 6-101.9 de la ley de la Nación Chickasaw afirma que "ningún Matrimonio será reconocido entre las personas del mismo sexo".

### Nación Navajo
El matrimonio entre personas del mismo sexo no es válido conforme a la ley Navajo. Fue prohibida de forma explícita la modificación del código nacional desde el 22 de abril de 2005. La prohibición fue vetada por el presidente navajo Joe Shirley Jr., pero el veto fue anulado por el Consejo de la Nación Navajo.